# Amel-sur-l'Étang

Amel-sur-l'Étang este o comună în departamentul Meuse din nord-estul Franței. În 2010 avea o populație de 175 de locuitori.

## Evoluția populației
| An        | 1975 | 1982 | 1990 | 1999 | 2006 | 2010 |
| --------- | ---- | ---- | ---- | ---- | ---- | ---- |
| Populație | 192  | 168  | 132  | 150  | 164  | 175  |